# Le Croisic
Le Croisic település Franciaországban, Loire-Atlantique megyében. Lakosainak száma 4081 fő (2022. január 1.). Le Croisic Batz-sur-Mer községgel határos.

## Népesség
A település népességének változása:
| Lakosok száma | 4102 | 4313 | 4428 | 4121 | 4036 | 4040 | 4093 | 4118 | 4114 | 4081 |
|               | 1968 | 1982 | 1990 | 2006 | 2013 | 2015 | 2017 | 2019 | 2020 | 2022 |